# Azzaro
Azzaro Paris es una casa de moda francesa fundada por el diseñador de moda italo-francés Loris Azzaro. Famosa por sus espléndidas vestiduras, la empresa es ahora conocida principalmente por la producción de fragancias.

## Historia
Es en 1962 , cuando Loris Azzaro (nacido en Túnez de padres Sicilianos ) llega a París y abre una boutique con ropa y accesorios exhibiendo ricos bordados y abalorios. Fue 1968 el año para debutar en el mundo de "alta costura", con la creación de un vestido con cortes circulares, los famosos "círculos ajourée. En 1973 comienza la colaboración con el mundo del espectáculo:Loris Azzaro es, de hecho, elegido por la cantante Sheila

## Fragrancias

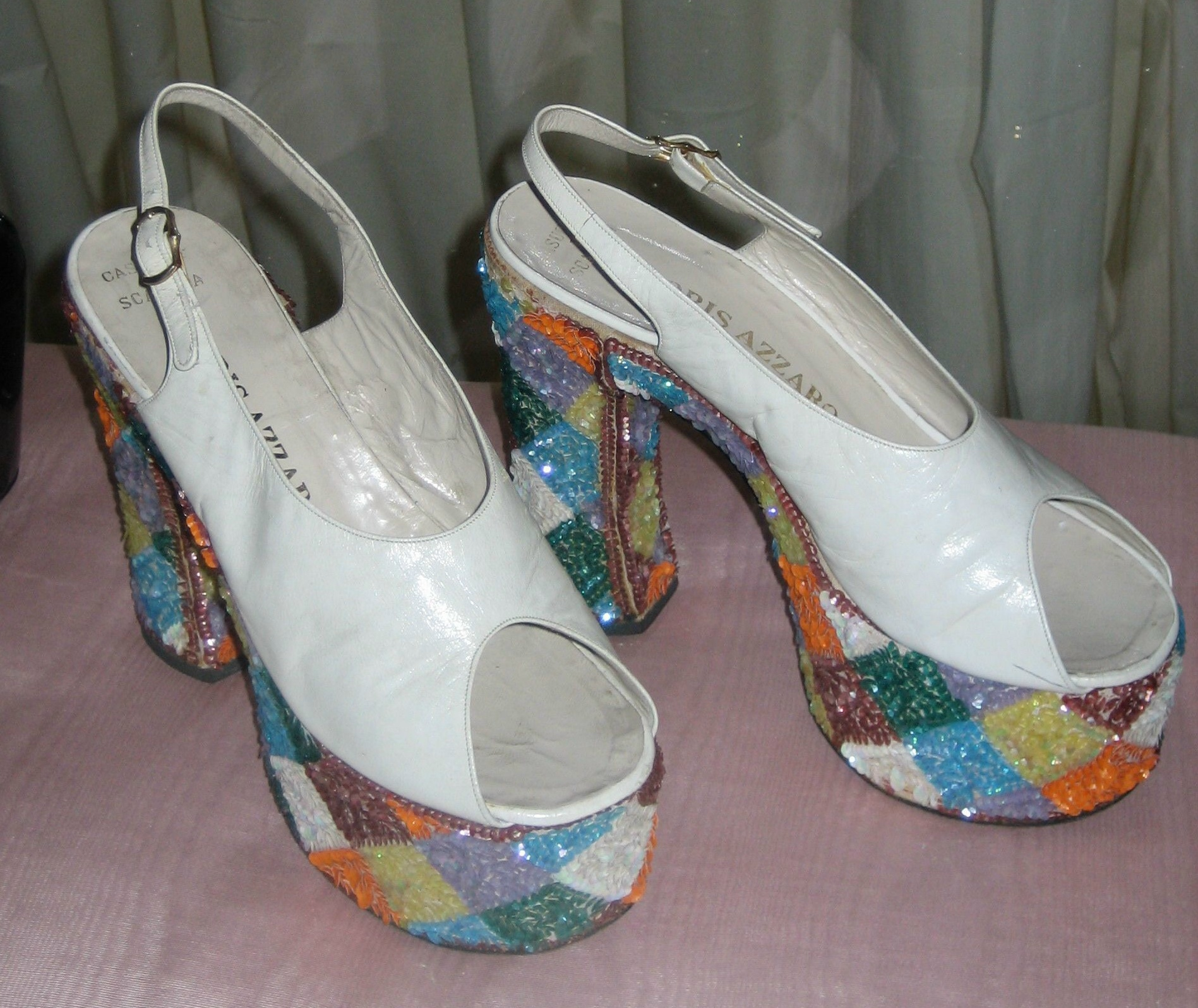
Un modello di calzature di Azzaro.

Creadas para contribuir a la alta costura, la casa de línea de fragancias Azzaro es una de las más conocidas y apreciadas a nivel internacional. Estos perfumes son:
- 1975: "Azzaro Couture" - inspirada en la alta costura (los círculos calados).
- 1978: "Azzaro Pour Homme" - Inspiración, impetuoso, seductor y carismático. .
- 1984: "Azzaro 9" -, compuesto por un ramo de flores amarillas y blancas 9.
- 1985: "Acteur"
- 1993: "OhLala"
- 1995: "Eau Belle"
- 1996: "Chrome"
- 1999: "Azzura"
- 2002: "Orange Tonic"
- 2003: "Visit for men"
- 2004: "Visit for woman", "Chrome Silver Blue Edition"
- 2005: "Pink Tonic", "Silver Black", "Onix"
- 2006: "Bright Visit"
- 2007: "Now"

### Serie Azzaro Collection
- 2000: "Pure Vetiver"
- 2001: "Pure Lavander"
- 2002: "Pure Cedrat"
- 1978: "pour homme" (Actualmente se vende su versión mejorada de ese año)
- 2009: "pour homme Elixir"
- 2011: "pour homme L"aou"
- 2008: "Twin"
- 2011: "Decibel" (Julian Casablancas anuncia esta fragancia con la canción "I Like The Night")